# لين زاكس
لين زاكس (بالإنجليزية: Lynne Sachs)‏ هي صانعة أفلام أمريكية، ولدت في 10 أغسطس 1961 في ممفيس في الولايات المتحدة.

## وصلات خارجية
- لين زاكس على موقع IMDb (الإنجليزية)
- لين زاكس على موقع قاعدة بيانات الفيلم (الإنجليزية)